# وزارة الخارجية (تركمانستان)
وزارة خارجية تركمانستان (Türkmenistanyň Daşary Işler Ministirligi, DIM) هي المؤسسة الحكومية المركزية المسؤولة عن قيادة السياسة الخارجية لتركمانستان. تأسست في عام 1991 بعد إنفصال تركمانستان عن الاتحاد السوفيتي. وزير الخارجية الحالي هو رشيد ميريدوف.

## تنظيم الوزارة
طبقاً للقانون وبموجب اختصاص رئيس تركمانستان. تمت الموافقة على هيكل وعدد موظفي الجهاز المركزي لتركمانستان، وكذلك البعثات الدبلوماسية والمكاتب القنصلية لتركمانستان في الخارج من قبل رئيس تركمانستان. 
يتكون هيكل الوزارة من 17 وحدة - 15 قسم ، وإدارة واحدة ومجلة "السياسة الخارجية والدبلوماسية لتركمانستان". مهام ووظائف وإجراءات الأقسام الهيكلية للجهاز المركزي للوزارة وفقاً للأحكام المناسبة.

## مقر الوزارة
افتتح مبنى جديد للوزارة في عشق آباد في 1 أبريل 2011. يحتوي هذا المبنى على الهندسة المعمارية الأصلية، وهو عبارة عن ناطحة سحاب مكونة من 14 طابقًا تعلوها كرة أرضية عملاقة، والتي تضم غرفًا للمؤتمرات الصحفية. يحتوي المبنى على 118 مكتبًا للعاملين وقاعات اجتماعات، وقاعة مؤتمرات، وصالة للمؤتمرات الدولية. في الطابق الحادي عشر يوجد شرفة ذات إطلالات بانورامية على عشق آباد. شيد المبنى على شارع أرخبيل، والذي يضم أيضًا مكاتب وزارات ودوائر أخرى. بنت شركة بويج الفرنسية هذا المبنى.

## وزراء الخارجية

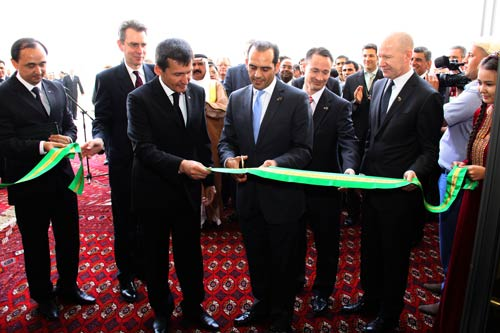
نائب رئيس الوزراء ووزير خارجية تركمانستان رشيد ميريدوف ونائب مساعد وزير التجارة الأمريكي خوان فيردي يقطعان الشريط لافتتاح المعرض في عام 2011.

- أودي كوليو 1990-1992
- هاليكبيردي أتاييو 1992-1995
- بوريس شيميرادوف 1995–2000
- باتير بيرديو 2000-2001
- رشيت ميريدوف 2001-حتى الآن